# Zombi 2
Zombi 2 (en Argentina, Zombie: Noche de pánico; en España, Nueva York bajo el terror de los zombies) es una película de terror italiana de 1979 dirigida por Lucio Fulci.
El director Fulci tuvo en esta película la primera de sus producciones de terror, ya que solo se dedicaba a trabajar con películas de suspenso y comedia. Su fuerte trama y maquillajes, junto con los efectos especiales, logró ganar un Premio Saturn en 1981, y recordada como una película de culto. El film está inspirado en la película de 1978 de George A. Romero; Dawn of the dead. 
Está protagonizada por la actriz estadounidense Tisa Farrow e Ian McCulloch, Auretta Gay y Al Cliver. Contó también con las participaciones especiales de Richard Johnson y Olga Karlatos.

## Argumento

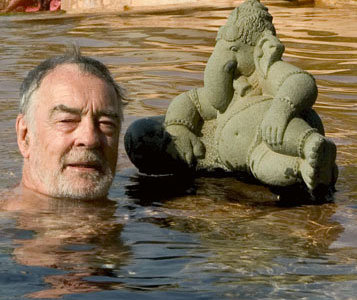
Richard Johnson

La película tiene como escenas principales al doctor David Menard que mata a un zombi cuando este se despierta, siendo como un suceso que ocurrió muchísimo tiempo atrás.
Un barco sin tripulación ni pasaje navega por las costas cerca de la Isla de La libertad, y unos policías investigan en su interior algún rastro de quién pudo estar a bordo. Pero al ver que no hay nadie, se dan cuenta de que hay mucha basura e incluso gusanos en las teclas del piano. Uno de los policías encuentra una mano ensangrentada envuelta con una manta y ve que un zombi sale de las puertas del barco y lo ataca mordiéndole la parte del cuello. El otro policía dispara contra el zombi con un revólver, haciéndole caer al mar. Cuando los demás oficiales encuentran el barco y se enteran del crimen, se encuentran con la joven Anne Bowles, quien aclara que ese barco abandonado es de su padre y que no sabía de él hace tres meses. La policía comienza a realizar una búsqueda del padre de Anne, pero no encuentra ningún rastro.
Mientras Anne busca algún dato en el barco, se encuentra con Peter West, quien encontró una carta del padre de Anne, y se la ofrece a cambio de que se acueste con él. La policía los descubre y les pide que se vayan de ese lugar ya que podría ser peligroso. Anne quiere ir a buscar a su padre a la isla de Matul, ya que su padre nombró esa isla en la carta. Peter acompaña a Anne, pero necesitan llegar en barco hasta la isla, por lo que se dirigen a Brian Hull y su pareja, Susan Barret, quien les cobrará cuarenta dólares para llevarlos hasta la Isla Matul, no antes de aclararles que esa isla está maldita.
Cuando las cuatro personas están en camino, Susan decide bucear en el mar, pero algo extraño sucede. Cuando ella está en el fondo del mar, se encuentra con un tiburón y más tarde también con un zombi que trata de morder en la parte de las branquias al tiburón, pero este le arranca el brazo. Susan, asustada, sale del mar, mientras Anne se da cuenta de que falta poco para llegar a la isla.
En la isla de Matool, el doctor David Menard tenía un hospital en el cual se recibían pacientes al borde de la muerte todos los días. Paola, la esposa del doctor Menard, vive preocupada y con grandes alteraciones pues quiere irse de ese lugar, ya que ella exclama que no quiere convertirse en uno de esos monstruos. Más tarde, Paola es atacada por uno de los zombis, al que arranca los dedos tratando de cerrar la puerta. Sin embargo,  este termina rompiendo la parte de arriba de la puerta y, tirándole de los pelos, ensarta su ojo en una astilla de la puerta, causándole la muerte. Esta escena fue eliminada en algunas ocasiones y además se la calificó como la más violenta que posee la película.
Más tarde cuando los protagonistas llegan a la isla, visitan al doctor Menard, y este les pide que le hagan compañía por unos instantes a su esposa Paola que estaba sola en su casa. Cuando los cuatro amigos se dirigen a la casa de los Menard, se dan cuenta de que Paola ha sido devorada por los zombia hasta la mitad de las piernas. Ellos corren a su auto y se dirigen al hospital, pero tienen un accidente mientras iban por el cementerio y se ven obligados a caminar. Cuando descansan en medio del bosque, Anne y Peter son atacados por dos zombis que salen de debajo de la tierra. Brian se dirige a ayudarlos y Susan queda sola y asustada, y más tarde muere cuando un conquistador español zombi la muerde. Esta escena se considera por el público como muy fuerte[cita requerida], ya que se emplearon muchos efectos especiales. Brian, Anne y Peter caminan hacia el hospital del doctor Menard, y los zombis comienzan a llegar hacia ese lugar tratando de destrozar la puerta. Lucas, un hombre que acompañaba al doctor Menard desde entonces, le explica que lo relacionado con los zombis tiene mucho que ver con prácticas vudú. Lucas es atacado por un zombi que se encontraba en el hospital y la enfermera Clara muere atacada por Lucas, ya que este se había convertido en zombi. Finalmente, también muere el doctor Menard, mientras los supervivientes, Brian, Peter y Anne, matan a los zombis con sus rifles e incendian el hospital con cócteles molotov.
Los supervivientes salen del hospital hacia el barco, pero se encuentran con Susan, quien ya se había convertido en zombi y ataca a Brian mordiéndole en el brazo, al tiempo que Peter le dispara en la frente. Brian queda malherido y será llevado a Nueva York con Anne y Peter. Pero más tarde, Brian muere y se convierte en zombi, por lo que lo encierran en un cuarto. Anne y Peter dirigiéndose a Nueva York en el barco, escuchan la radio diciendo que los zombis están por todos lados, desde Manhattan hasta Brooklyn.
En las escenas finales, los zombis se dirigen a Manhattan por el puente de Brooklyn, y el locutor de la radio al que se escucha, muere atacado por los zombis.

## Reparto
- Tisa Farrow como Srta. Anne Bowles
- Ian McCulloch como Peter West
- Auretta Gay como Susan Barret
- Al Cliver como Brian Hull
- Richard Johnson como Dr. David Menard
- Olga Karlatos como Paola de Menard
- Stefania D'Amario como enfermera Clara
- Dakkar como Lucas
- Ugo Bulonia como padre de Anne, el señor Bowles
- Franco Fantasia como Matthias
- Homero Capanna como zombi
- James Sampson como médico en la clínica central
- Leo Gavero como Fritz
- Captain Haggerty como zombi en el barco
- Alberto Dell'Acqua como zombi en la isla
- Roberto Dell'Acqua como zombi en la isla
- Arnaldo Dell'Acqua como zombi en la isla
- Ottaviano Dell'Acqua como zombi en la isla
- Lucio Fulci como jefe de periódico y radio

## Escenas eliminadas
Se calcula que se eliminaron totalmente dos escenas que estaban planeadas para que aparecieran en pantalla. 
- Se muestra en la primera parte de la película a un zombi obeso que es sumergido en el río frente a la isla de Manhattan, Nueva York. En la película, ni siquiera hay rastro de que ocurra esta secuencia. El zombie cae sumergido por una lluvia de balas, pero probablemente el actor Captain Haggerty tampoco se dio cuenta de que igual debía volver a tierra, luego de ser disparado.
- Más tarde, la siguiente escena debía ocurrir en la isla de Matul, un grupo de zombis tendría que salir del agua, pero no se llegó a transmitir a la pantalla. Esta escena fue vista también en la película El día de los muertos, dirigida por George A. Romero en 1985.

## Estética de la película
La película El amanecer de los muertos, filmada en 1978, dirigida por George A. Romero y producida por Dario Argento, se cree que se inspira en la película Yo anduve con un zombie (1943), dirigida por Jacques Tourneur, protagonizada por Tom Conway y Frances Dee, dirigida por Victor Halperin. A partir de estas filmaciones, Lucio Fulci también utilizó un ambiente exótico y un conjunto de religiosidad y superstición. Pero Fulci llegó más allá del límite de estos contextos, ya que creó una película de humor negro, terror y gore, especialmente con mucha violencia y crueldad. Además, causó gran impacto en Italia, ya que no se veía ese tipo de películas en el país.

## Conflictos y diferencias

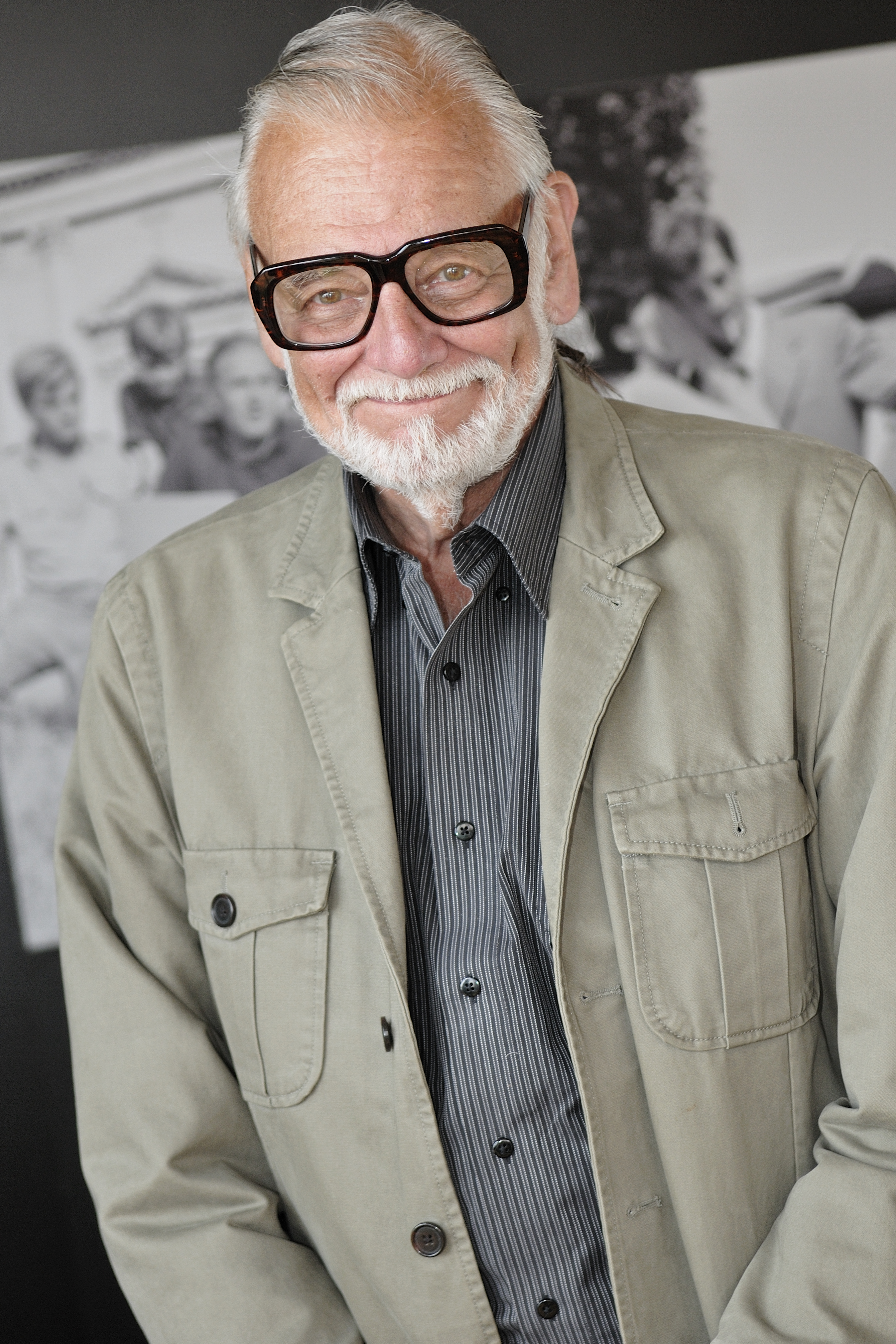
George A. Romero

El estreno de la película de terror de Lucio Fulci, tuvo un gran éxito ante el público, pero algunas críticas lo consideraron totalmente exagerado. Fulci recibió una carta de Dario Argento y George A. Romero, quienes lo acusaron de haber obtenido el éxito gracias a la película de Romero, y de haber impedido la realización de "El día de los muertos" (dirigida por Romero en 1985).
Fulci llegó a utilizar un eslogan para su película, donde aclaraba "Los muertos saldrán de su tumba y habrá un testamento vital de la sangre", mientras que Romero utilizó esto en una de sus producciones "Cuando no haya sitio en el infierno, los muertos caminarán sobre la tierra". Esto también provocó un gran conflicto entre los dos autores y directores, pero de diferentes nacionalidades.
Fulci más tarde contestaría a la carta enviada por Romero y Argento, enumerando todas las películas de cine de zombis, y les aclara que también sacó ideas de otras películas. Sin embargo, Romero debía de creer que él era el único autor a quien Fulci le robó las ideas y producciones que ya habían hecho. Fulci también aclaró que las películas de Romero tienen varias similitudes con otras que son realmente parecidas y exclama que "Zombie 2" nace de numerosas ideas, pero no todas son copiadas, también hay ideas inventadas por el mismo Fulci, como algunos ritos de Vudú. 

«Zombie 2 nace de una forma natural, de la película de George Romero, que solo en Italia se llamó "Zombies". Mi película, sin embargo, es completamente diferente a la que realizó Romero, hice una película más venturosa y sobre todo, la traté con historias relacionadas con ritos de Vudú al que pertenece naturalmente, no creo que haya sido algo totalmente copiado. Los críticos, si vieron ambas películas, se darían cuenta de las absurdas declaraciones que dijeron "La trama de "Zombie 2" está más cerca de una hipotética 'precuela' de "Zombi", más que una secuela o una imitación. También pudieron quejarse de que la película tuvo localizaciones en Estados Unidos, precisamente la película solo comienza y termina en Nueva York, pero los hechos tienen lugar en el Caribe, el corazón de la leyenda, donde nació el mito de los zombis, mientras que Romero trae la acción directamente a los EE.UU.» Lucio Fulci.

La diferencia más obvia y destacada de ambas películas, se puede ver en el maquillaje y la producción. En las películas de Romero se aplican buenas técnicas en uso de producción, buenos efectos especiales y los zombis son solo pálidos, pareciendo más normales y con pocas manchas de sangre en la ropa. En la película de Fulci se muestra a los zombis con la cara desgarrada, además tienen gusanos y manchas de sangre, pero no es bueno su método de producción. Romero muestra sus zombis de diferentes formas, ya que utilizan vestuario de su vida cotidiana, como por ejemplo una enfermera, un hombre en traje de baño, una monja, etcétera. Fulci muestra a los zombis de aspecto muy similar entre ellos, en el sentido de la ropa y la extracción social, sin expresión, con la cabeza mirando hacia abajo, con pocos movimientos al caminar y al tener los ojos cerrados. 
El cine de zombis evolucionó desde la aparición de La noche de los muertos vivientes, dirigida por George A. Romero en 1968, que fue un grandísimo éxito mundial. Además Romero tenía gran aprecio en trabajar más adelante con cine de zombis y películas de terror, mientras Fulci aclaró que "Zombie 2" sería solamente una película creada para sembrar el ámbito del terror.

## Producción

### Dirección
Zombi 2, originalmente, estaba ideada para ser una película de bajo presupuesto con no muy buena producción, dirigida por Joe D'Amato. El productor Ugo Tucci, creía que D'Amato estaba demasiado ligado al cine con escenas de sexo y otras cosas, y luego la película cambió el equipo de producción más se propuso desde producción, en un momento posterior, aumentar el presupuesto del film. Se trató de un gran conflicto para Enzo G. Castellari, que se negó, pidiendo 40 millones de libras del momento, porque no estaba interesado en el cine de género de terror. Castellari tuvo la gran idea de proponer a Lucio Fulci, que nunca había hecho una película de terror, pero había trabajado con películas de suspense que tenían algunas escenas dignas del género de terror, como por ejemplo: Una lucertola con la pelle di donna (protagonizada por Stanley Baker), Non si sevizia un Paperino, y un spaghetti western llamado Los cuatro del Apocalipsis, que mostraba escenas de canibalismo y horror. 
Ugo Tucci, quien había trabajado con Lucio Fulci, estaba trabajando en "Poliziottesco", originalmente del director Umberto Lenzi. Para la película, Tucci quería trabajar con el actor Mario Merola como actor principal para el personaje de Peter West, pero este se negó finalmente ya que no trabajaba en el cine de terror. Tucci luego habló con Fulci para convencer al actor desde Nápoles a aceptar. Fulci no tuvo éxito, por lo que cambió la propuesta dirigida por Tucci para "Zombi 2". Finalmente, Lucio Fulci se encargó de la dirección general de la película que había comenzado con idea de rodar las escenas desde Nueva York.

### Guion
El guion y sujeto de la película estuvo en manos de Elisa Briganti, esposa del escritor italiano Dardano Sachetti. Estos fueron llamados y aceptaron la propuesta por el productor Gianfranco Couyoumdjian, quien le hablaba de un registro donde está involucrada una historia de zombis en un país occidental. 
Briganti y Sachetti comenzaron a escribir la película, en donde se puede ver que existió una diferencia de mezclas de género. El guion representó un equipo de producción muy importante. En los géneros se pueden ver trazas de horror, aventura, películas de terror y suspense. Al final, sin embargo, Sachetti prefirió no poner firmar el guion como escritor, a causa de la muerte de su padre poco antes, prefiriendo dejarlo solo a nombre de su esposa Elisa.
La escena del ojo atravesado por la astilla de la puerta llenó cuatro páginas del guion, donde se podían leer detallados los movimientos y ángulos de la cámara. El prólogo y el final de la película, ambientada en Nueva York, se añadieron más tarde teniendo en cuenta la petición de los productores y sabiendo el método de trabajo del equipo de producción. Fulci argumentó en varias ocasiones que había cambiado el guion, aumentando el aspecto fantástico de la película, aunque también los verdaderos autores detallaron que el guion de la película ya estaba totalmente aclarado y registrado cuando eso sucedió.

### Casting

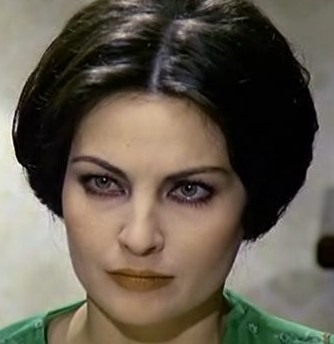
La actriz Olga Karlatos, quien inmortalizó con la escena del ojo

El elenco de la película estaba conformado por Al Cliver, Leonard Mann y se tenía dudas de la participación de Monica Zanchi, aunque ya estaba contratada. Finalmente, fueron elegidos Ian McCulloch, que le gustaba trabajar en películas de terror y Tisa Farrow (hermana de la actriz Mia Farrow) para interpretar a los personajes principales. Luego se eligió al británico Richard Johnson y a la griega Olga Karlatos, para interpretar al científico y su esposa en la isla de Matul. Lucio Fulci aparece, como de costumbre, en un cameo en el papel de editor. 
Olga Karlatos tenía que interpretar el personaje de Paola Menard, quien muere de una forma repugnante y asombrosa. Al intentar bloquear la puerta para no dar entrada a los zombis, ella es tomada por la cabeza por uno de esos seres quien rompe finalmente la puerta, y ella antes de morir se le entierra una astilla en un ojo, lo que provocó algo impactante para la actriz y más tarde se fue a llorar de la emoción y el miedo al ver que le salió tan bien la escena. Fulci escuchó la noticia, estaba rebosante de alegría y exclamo: "¡Tuvimos éxito, me sorprendió Olga Karlatos y también le sorprenderá al público!", dijo emocionado. 
El día de la toma donde se debe rodar en el fondo del mar, la actriz Auretta Gay descubrió que no sabía nadar. De inmediato se llamó a un instructor de clases de natación, pero no resultó un buen plan. Con una artimaña, Auretta Gay fue lanzada literalmente al mar, pero se fue un poco de las manos el asunto. El instructor llegó hacia ella y los dos se fueron rápidamente hacia el fondo. Luego intervino el capitán del barco que estaba en el set, que les lanzó un salvavidas. Justo en ese momento, Al Cliver se sumergió en el mar para ir en ayuda pero recibió un fuerte golpe por el barco. Más tarde Ian McCulloch también se sumerge a ayudarlos y toma la botella de oxígeno de Auretta Gay, tardando en localizar la herida que se había causado. Fulci quedó mirando la escena en silencio y finalmente dijo: "Este equipo no vale una mierda" y llamó la atención a los actores.
Para el actor Al Cliver, que se convertiría en un gran actor, fue la primera película donde trabajaba con Fulci. En realidad Fulci ya había intentado trabajar con Cliver para algunas de sus películas anteriores, pero no había llegado a un acuerdo finalmente. Después, Fulci inventa un sobrenombre para Cliver, "Tufus", porque en su opinión Cliver era "duro" como una piedra. Durante una escena, que incluye el incendio del hospital de la isla de Matul, éste estaba dormido. Fulci enojado dijo: "Tenemos que quemar hacia la derecha, porque a la izquierda está Cliver durmiendo".
La escena del ojo y el rodaje subacuatico fueron las escenas más difíciles en poder terminar.

### Fotografía
El cineasta y actor Sergio Salvati fue contratado para utilizar luces desde abajo y desde varios ángulos para ayudar a los efectos especiales. Fue mucho el trabajo realizado con la iluminación ya que en la isla donde se procedía al rodaje de la película no había mucha luz, además de ser un lugar apartado y medio oscuro. Así que se utilizó mucho la luz de fondo. Las luces estaban conectados a unas resistencias, y cuando los zombis caminaban Salvati disminuia y aumentaba la intensidad, creando una alternancia de luces y sombras.

### Efectos especiales

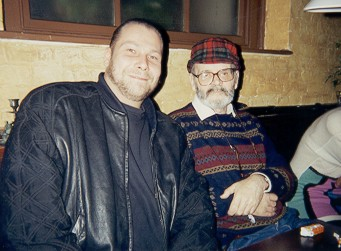
Lucio Fulci (derecha), director de la película

Para los efectos especiales que se utilizó en la película se contrató a Giannetto De Rossi que había hecho estupendas cosas en otras películas. Fabrizio de Angelis, uno de los tres productores, de hecho había tenido su presencia en el set de "Emanuelle en América", dirigida por Joe D'Amato en 1976. De Rossi, entre otros, había trabajado con Fulci para algunas comedias como "Los maniáticos" (1964) y "A pesar de las apariencias ... y que la nación no sabe ... El senador le gustan las mujeres" (1972).De Rossi fue acompañado por Maurizio Trani y la joven Rosario Prestopino, en su primera experiencia como maquilladora.
Los productores surguirieron a De Rossi que para trabajar con el maquillaje y los efectos especiales debían utilizar los zombis como los de Romero (creado por Tom Savini). De Rossi inmediatamente no quiso aceptar y rechazó la propuesta porque había visto la película y calificó que los zombis de la película de Romero son pálidos y no le parecían totalmente aterradores.
La primera audición para los efectos se hizo en Nueva York sobre en un solo actor, y se debía de utilizar grasa aunque había muy poca cantidad. También se utilizó arcilla para cubrir al actor. Luego, Fulci y De Angelis se quedaron perplejos. De Rossi no se desanimó y dijo que si no les gustaba su trabajo él mismo se regresaría a su hogar. 
Se utilizó un procedimiento para poner el maquillaje en aquellos que interpretaban zombis: los rostros de los actores se cubrían con arcilla, luego se cubrían con látex, que se seca y mantiene las piezas juntas. Después de esperar una hora aproximadamente la arcilla se seca. Luego, el efecto se completa con otros materiales (neumáticos especiales y arcilla), y las prótesis se aplican directamente sobre los cuerpos de los actores. Fulci al final del efecto aclaró que los actores que interpretaban a los zombis parecían "macetas de vendedores ambulantes". 
El equipo de producción tardó medio día en realizar la escena del ojo, que le correspondía a la actriz Olga Karlatos. Se hizo un molde de la cara de la actriz y se crearon ojos falsos traspasados. La cabeza fue sostenida por De Rossi. Durante el montaje se realizaron unas series de pausas, usadas para poner más expresión en la cara y el grito, hiciendo que la escena parezca aún más impactante. De Rossi empujó de forma lenta la cabeza hasta la astilla de madera que se encontraba en la puerta, lo que salpicó hacia la cámara, y entonces la córnea, que estaba creada con hilos y plastilina, resultó muy visible desde la órbita, creando un buen efecto.
Cuando la película salió por primera vez en los cines, De Rossi fue a la primera función. El público se componía principalmente de menores de edad, en su mayoría niños, y el mismo De Rossi comprobó si los niños se reían, porque de acuerdo con él, en caso de una película de terror, no es bueno escuchar risas. La escena del ojo impactó mucho al público ya que algunas personas tapaban sus ojos con las manos. Cuando se encendieron las luces de la habitación, nadie había sido capaz de reírse. De Rossi, a continuación, se dio cuenta de que la escena del ojo era perfecta.
El personaje del comisario Fritz interpretado por el actor Leo Gavero sí estaba en condiciones de estar solamente pálido, porque había solo sufrido un mordisco en el cuello. 
Para la escena en la que Auretta Gay es mordida en el cuello por el cadáver de uno de los conquistadores españoles, se aplicó en el cuello de la actriz un cuello alto, es decir, un cuello por encima del primero. Detrás de Auretta Gay había tubos llenos de sangre falsa, con De Rossi y Trani que bombardeaban la sangre y la lanzaban sobre la actriz. Esta escena llevó varias horas filmarla porque sucedían dos conflictos: mientras los personajes de Anne Bowles y Peter West se besaban, son atacados por zombis que salían de debajo de la tierra y además, a la misma vez, ocurre la muerte de Susan Barret quien la interpreta Auretta Gay.

### Rodaje y Set de producción

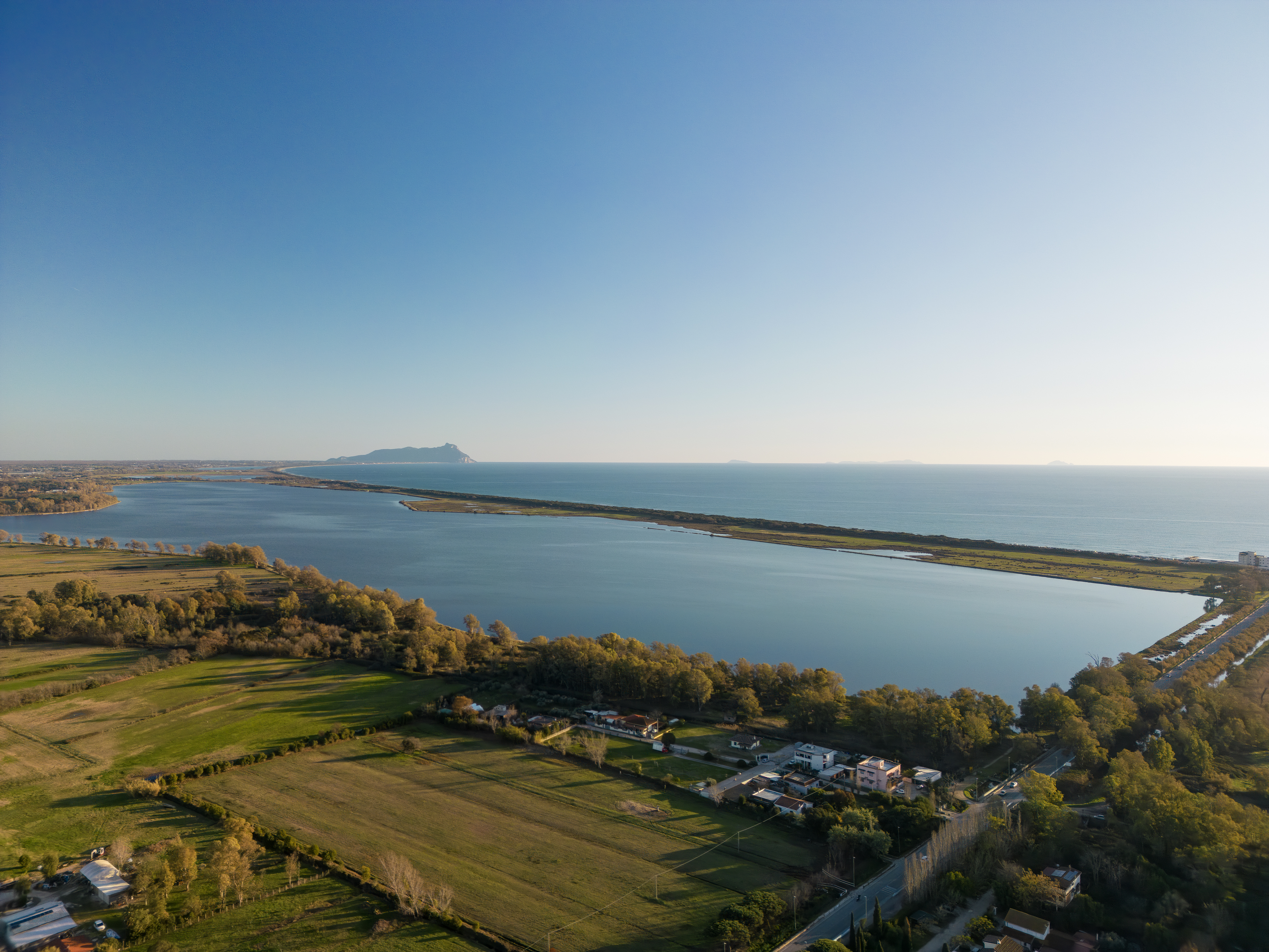
Fogliano, lugar de filmación de la película

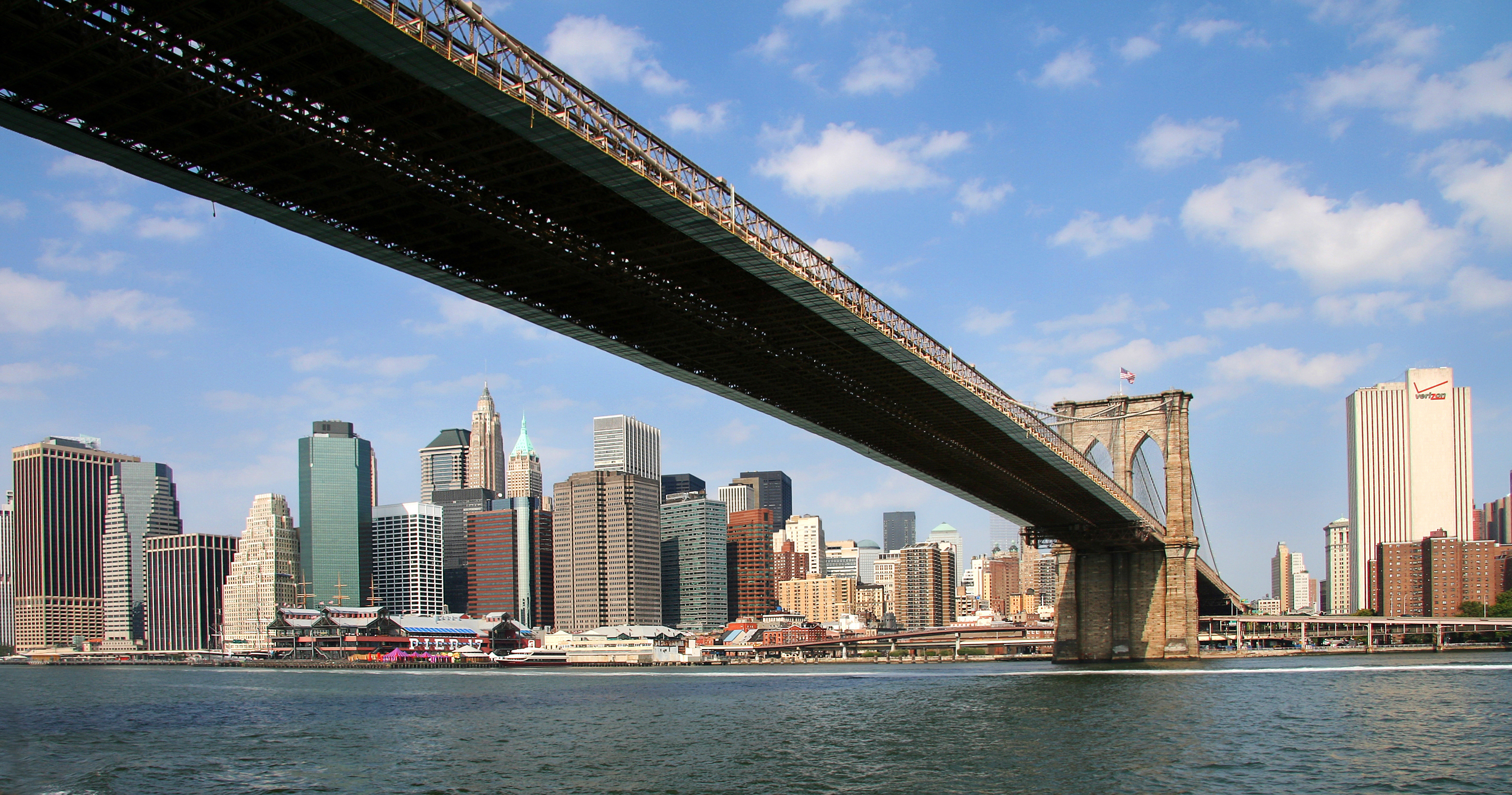
Puente de Brooklyn y Manhattan, lugar donde se filma la película en Nueva York

El rodaje de la película se inició el 11 de junio de 1979, con el título de "El último zombi" y terminó de rodarse el 6 de julio del mismo año. El presupuesto asciende a unas 410 mil libras aproximadamente. La película fue rodada en Nueva York, Santo Domingo y Roma. Las escenas en el interior del hospital y la villa donde vive el doctor Menard fueron reconstruidas en el Jardin Botánico Fogliano, donde más tarde se filmarán otras películas.
Durante la realización de la película, Fulci dio vuelta al set y quiso añadir bolsas de gusanos para que se repartiesen entre las calaveras y los actores. Mando también filmar especialmente con la cámara para que se viesen los gusanos que había en el cuerpo de cada zombi, en donde los actores que los interpretaban fueron capaces incluso de poner esos gusanos en sus rostros. 
Para dar un sentido más inquietante, la última escena se decidió rodar en el puente de Brooklyn, haciendo creer que los zombis también están en Nueva York. El efecto se realizó de forma rápida y, si se puede observar nuevamente la escena, se muestra a los zombis con los rostros desfigurados y con el cráneo lleno de sangre, pero el resto de sus cuerpos están en condiciones normales. 
La escena donde se muestra una lucha entre el zombi y el tiburón ni siquiera contó la aprobación de Fulci. La idea, así como la de la secuencia final, fue de Ugo Tucci quien recientemente había conocido a René Cardona, un director nacido en Cuba que había trabajado en películas como Tiburón (Película), de Steven Spielberg, que grabó algunas tomas con menos cantidad de dinero. Luego, cuando Fulci que ya había regresado a Roma, la secuencia fue creada por Giannetto De Rossi con la ayuda de escenas de un documental y el operador Ramón Bravo, en Isla de Mujeres , México. El actor que iba a desempeñar al zombi se enfermó y fue reemplazado por un entrenador local de tiburones.
El perro que aparece durante la escena en la que se muestra la desolación de una parte de la isla (donde en el escena sólo hay zombis, cangrejos y, por supuesto, el perro) era el perro propiedad de Fulci. Más tarde se contrató a los hermanos Alberto Dell'Acqua, Roberto Dell'Acqua, Arnaldo Dell'Acqua y Ottaviano Dell'Acqua para interpretar zombis en la isla y se tuvo la colaboración de varias personas para que actuasen como enfermos en el hospital.

## Títulos para la película en el extranjero
- Reino Unido : Zombie Flesh Eaters
- Francia: L'Enfer Des Zombies
- España: Nueva York bajo el terror de los zombis
- Argentina: Noche de Pánico
- Alemania Occidental: WooDoo Schreckens Die Insel Der Zombies

En el caso de España, la película actualmente es reconocida como "Zombi 2", ya que el título anterior ("Nueva York bajo el terror de los zombis") fue considerado por los críticos como falto de sentido debido a que Nueva York solo aparecía en las primeras escenas y al terminar la película.

## Banda sonora
La banda sonora de la película fue hecha por Fabio Frizzi, quien dio vuelta a varias melodías de terror, junto con Giorgio Tucci. Ellos utilizaron música caribeña mezclada con efectos electrónicos, y realizaron diferentes sonidos en los momentos de tensión y suspense. La música de la película se ha convertido de culto entre los amantes del género de terror y suspenso. El mismo Fulci la ha reutilizado, con pequeños cambios, para las demás películas, ya que se planeó una saga de films tras este estreno.

Todas las canciones escritas y compuestas por Fabio Frizzi. 
| Parte 1 |              |          |  |
| N.º     | Título       | Duración |  |
| 1.      | «Sequence 1» | 3:57     |  |
| 2.      | «Sequence 2» | 3:09     |  |
| 3.      | «Sequence 3» | 2:32     |  |
| 4.      | «Sequence 4» | 2:31     |  |

| Parte 2 |              |          |  |
| N.º     | Título       | Duración |  |
| 1.      | «Sequence 5» | 1:20     |  |
| 2.      | «Sequence 6» | 3:01     |  |
| 3.      | «Sequence 7» | 3:06     |  |
| 4.      | «Sequence 8» | 2:59     |  |

## Recepción en Estados Unidos
"Zombi 2" fue lanzado solo como "Zombi" en Estados Unidos y fue considerada una película independiente sin conexión con los zombis de Romero. Los tráileres para "Zombie 2" siempre llevaron el lema memorable de "Nos los vamos a comer!" y mostró algunos de los efectos de maquillaje, pero no hizo nada para indicar la trama de la película (aunque la audiencia fue advertida sobre el contenido gráfico de la película: un rastreo de humor al final de la vista previa promete "gran éxito" a quien los solicita al ver la película).
La película de Fulci se estrenó en los cines y teatros de Estados Unidos y fue llevada a los cines en el verano de 1980 bajo la distribución de "The Jerry Gross Organization" (que ya no existe hoy en día), siendo su lema: "Cuando la tierra escupe a los muertos ... Volverán a rasgar la carne de los vivos ... "

## Eslóganes promocionales
- If you loved 'Dawn of the Dead', you'll just eat up 'Zombie'! (Si te encantó "Amanecer de los muertos", tu disfrutarás con "Zombi"!)
- quando i morti usciranno dalla tomba i vivi saranno il loro sangue (Los muertos saldrán de su tumba y habrá un testamento vital de la sangre)
- We Are Going To Eat You! (Nosotros nos los vamos a comer!)
- The dead are among us (Los muertos están entre nosotros)

## Zombi 3
La siguiente de la saga sería "Zombie 3", que es conocida también como "Las noches de terror" (español), "The nights of terror" (inglés), y su título oficial en italiano es "Le notti del terrore". Esta fue dirigida por Andrea Bianchi y protagonizada por Karin Well, Gianluigi Chirizzi y la aparición especial de Mariangela Giordano y Pietro Barzocchini (acreditado como Peter Bark). Este film fue estrenado con varios títulos y se cree que es la siguiente película de la saga después de la de Fulci, aunque no tuvo tanto éxito y tuvo pésima comercialización en llegar a varias partes del mundo.

## Enlaces a otras películas de zombis
- Zombi holocaust es una película de terror italiana protagonizada por Ian McCulloch y Alexandra Delli Colli. Esta fue dirigida por Frank Martin y se utilizaron casi los mismos lugares que la película Zombi 2 de Lucio Fulci.
- En la película El hedor de la carne, dirigida por Scott Phillips, hay un personaje llamado Matool, que tiene gran similitud con la isla de Matul.
- Le notti del terrore es una película de terror italiana del año 1981, protagonizada por Karin Well y Gianluigi Chirizzi. Esta fue dirigida por Andrea Bianchi pero no tuvo mucho éxito. Lo más sorprendente es que apareció en varios países con el nombre de Zombi 3, siendo una supuesta continuación de la película de Fulci.
- La invasión de los zombies atómicos es una película italiana de 1980, también con ayuda de España, protagonizada por Hugo Stiglitz. Según los críticos, esta película tiene varias similitudes con la de Fulci.
- Planet Terror, una película estadounidense dirigida por Robert Rodriguez donde un maníaco soldado interpretado por Quentin Tarantino es atravesado por una estaca de madera en el ojo.
- Una pandilla alucinante, dirigida por Fred Dekker en 1987, tiene cartel publicitario similar a la de Fulci.